# Гувіль-сюр-Мер
Гуві́ль-сюр-Мер, Ґувіль-сюр-Мер (фр. Gouville-sur-Mer) — муніципалітет у Франції, у регіоні Нормандія, департамент Манш. Населення — 3254 особи (01.01.2021).
Муніципалітет розташований на відстані близько 290 км на захід від Парижа, 90 км на захід від Кана, 36 км на захід від Сен-Ло.

## Історія
До 2015 року муніципалітет перебував у складі регіону Нижня Нормандія. Від 1 січня 2016 року належить до нового об'єднаного регіону Нормандія.
1 січня 2016 року до Гувіль-сюр-Мер приєднали колишній муніципалітет Буароже.
1 січня 2019 року до Гувіль-сюр-Мер приєднали колишні муніципалітети Аннвіль-сюр-Мер, Монсюрван і Сервіньї.

## Демографія
Динаміка населення (EHESS і INSEE ):
Розподіл населення за віком та статтю (2006):
| Стать | Всього | До 15 років | 15-24 | 25-44 | 45-64 | 65-85 | Понад 85 |
| --- | ------ | ----------- | ----- | ----- | ----- | ----- | -------- |
| Чоловіки | 928    | 152         | 96    | 232   | 284   | 160   | 4        |
| Жінки | 1076   | 184         | 116   | 244   | 248   | 240   | 44       |
| \| Статево-вікова піраміда \| Статево-вікова піраміда \| Статево-вікова піраміда \| \| ----------------------- \| ----------------------- \| ----------------------- \| \| Чоловіки \| Вік \| Жінки \| \| 4 \| 85 + \| 44 \| \| 20 \| 80-84 \| 28 \| \| 56 \| 75-79 \| 68 \| \| 44 \| 70-74 \| 84 \| \| 40 \| 65-69 \| 60 \| \| 84 \| 60-64 \| 56 \| \| 60 \| 55-59 \| 56 \| \| 72 \| 50-54 \| 64 \| \| 68 \| 45-49 \| 72 \| \| 60 \| 40-44 \| 80 \| \| 64 \| 35-39 \| 88 \| \| 64 \| 30-34 \| 32 \| \| 44 \| 25-29 \| 44 \| \| 24 \| 20-24 \| 36 \| \| 72 \| 15-20 \| 80 \| \| 32 \| 10-14 \| 64 \| \| 52 \| 5-9 \| 68 \| \| 68 \| 0-4 \| 52 \| |        |             |       |       |       |       |          |
| Статево-вікова піраміда |        |             |       |       |       |       |          |
| Чоловіки | Вік    | Жінки       |       |       |       |       |          |
| 4 | 85 +   | 44          |       |       |       |       |          |
| 20 | 80-84  | 28          |       |       |       |       |          |
| 56 | 75-79  | 68          |       |       |       |       |          |
| 44 | 70-74  | 84          |       |       |       |       |          |
| 40 | 65-69  | 60          |       |       |       |       |          |
| 84 | 60-64  | 56          |       |       |       |       |          |
| 60 | 55-59  | 56          |       |       |       |       |          |
| 72 | 50-54  | 64          |       |       |       |       |          |
| 68 | 45-49  | 72          |       |       |       |       |          |
| 60 | 40-44  | 80          |       |       |       |       |          |
| 64 | 35-39  | 88          |       |       |       |       |          |
| 64 | 30-34  | 32          |       |       |       |       |          |
| 44 | 25-29  | 44          |       |       |       |       |          |
| 24 | 20-24  | 36          |       |       |       |       |          |
| 72 | 15-20  | 80          |       |       |       |       |          |
| 32 | 10-14  | 64          |       |       |       |       |          |
| 52 | 5-9    | 68          |       |       |       |       |          |
| 68 | 0-4    | 52          |       |       |       |       |          |

## Економіка
2010 року серед 1148 осіб працездатного віку (15—64 років) 776 були активними, 372 — неактивними (показник активності 67,6%, у 1999 році було 65,9%). З 776 активних мешканців працювали 704 особи (351 чоловік та 353 жінки), безробітними було 72 (32 чоловіки та 40 жінок). Серед 372 неактивних 80 осіб було учнями чи студентами, 201 — пенсіонерами, 91 була неактивною з інших причин.

У 2010 році в муніципалітеті числилось 968 оподаткованих домогосподарств, у яких проживали 2074,0 особи, медіана доходів виносила 18 469 євро на одного особоспоживача